# Dobromira (okręg Dolj)
Dobromira – wieś w Rumunii, w okręgu Dolj, w gminie Vârvoru de Jos. W 2011 roku liczyła 314 mieszkańców.